# Bitva u Slivice
Bitva u Slivice byla poslední větší bitvou druhé světové války svedenou na českém území a jednou z posledních v Evropě.

## Průběh událostí
V noci z 8. na 9. května 1945 došlo ke kapitulaci nacistického Německa. To však neznamenalo okamžité ukončení bojů. Některé německé jednotky pokračovaly dál v boji. Jedním z těch, co pokračovali v boji, byl i německý generál Carl von Pückler-Burghauss. Jeho jednotky se nacházely jihovýchodně od Příbrami v oblasti Slivice–Milín–Čimelice, tedy na východ od demarkační čáry. To znamená, že měly padnout do sovětského zajetí. Pückler-Burghauss se přesto pokoušel dostat do amerického zajetí, Američané jej však odmítli. Němci se zde poté opevnili a začali se dopouštět zločinů na místním obyvatelstvu. Výsledkem byly boje se sovětskými partyzány a členy hnutí odporu, které vedl sovětský kapitán Olesiňskij. Došlo i ke střetu s předsunutými americkými jednotkami. Do těchto bojů se brzy zapojili i vojáci Rudé armády. Němci byli poraženi až úderem sovětských vojsk z 11. května. Pückler-Burghauss 12. května podepsal kapitulaci a brzy poté se zastřelil.
V roce 1970 byl ve Slivici postaven pomník bitvy a od roku 2001 muzeum v Příbrami, armáda České republiky a české kluby vojenské historie každoročně pořádají rekonstrukci bitvy.